# Dan Nigro
Daniel Nigro, dit Dan Nigro, est un producteur, auteur-compositeur et musicien américain né le 14 mai 1982 à Long Island.

## Biographie

### Membre du groupe As Tall as Lions
Daniel Nigro grandit à Long Island où il forme avec des amis d'enfance le groupe de pop rock As Tall as Lions (en). Lorsqu'ils sont âgés de dix-neuf ans, les membres du groupe signent un contrat avec le label Triple Crown Records (en). Ils sortent leur premier album studio Lafcadios en 2004. Il est suivi en 2006 par l'album As Tall as Lions (en) qui reçoit de bonnes critiques et leur permet de faire leur première apparition à la télévision dans l'émission Jimmy Kimmel Live!. Il publient l'album You Can't Take It with You (en) en 2009 avant de se séparer l'année suivante après presque dix ans de carrière.

### Auteur-compositeur et producteur
Après avoir tenté une carrière solo, Dan Nigro emménage à Los Angeles au début des années 2010 pour commencer à écrire avec son ami producteur Justin Raisen (en) mais leurs premières collaborations n'aboutissent pas. En 2013, Justin Raisen et son collaborateur régulier Ariel Rechtshaid travaillent sur Night Time, My Time, le premier album studio de Sky Ferreira. Dan Nigro est invité à co-écrire deux chansons sur cet album, I Blame Myself et You're Not the One (en). Les critiques positives reçues par cet album lui permettent de travailler avec d'autres artistes.
Il co-écrit plusieurs chansons sur l'album Pang (en) de Caroline Polachek qui sort en 2019. Il collabore régulièrement avec le chanteur Conan Gray pour qui il produit et co-écrit la plupart des chansons de son premier album studio Kid Krow (en).
Il commence à travailler avec Olivia Rodrigo en 2020. Il produit son premier album studio Sour dont il co-écrit également la plupart des chansons. Grâce à son travail sur cet album, il bat le record du nombre de semaines passées en première place du classement de Billboard Hot 100 Producers. Après vingt-sept semaines en tête de ce classement en 2021, il occupe la première position du Hot 100 Producers annuel. Il s'est également classé numéro un du Billboard Hot 100 Songwriters pendant onze semaines en 2021 et il finit en deuxième position du classement annuel derrière Olivia Rodrigo.